# Província de Prahova
La província de Prahova (IPA: ['pra.ho.va]) és un judeţ, una divisió administrativa de Romania, a la regió de Muntènia, amb capital a Ploieşti.

## Límits
- Província de Buzău a l'est.
- Província de Dâmboviţa a l'oest.
- Província de Braşov al Nord.
- Província de Ialomiţa i província d'Ilfov al sud.

## Demografia
El 2002, tenia 829,945 i una densitat de població de 176 h/km². És el comtat més poblat de Romania, i té una densitat del doble de la del país.
- Romanesos - 97.74%[1]
- Gitanos, altres.

| Any  | Població |
| ---- | -------- |
| 1948 | 557,776  |
| 1956 | 623,817  |
| 1966 | 701,057  |
| 1977 | 817,168  |
| 1992 | 874,349  |
| 2002 | 829,945  |

## Divisió Administrativa
La Província té 2 municipalitats, 12 ciutats i 89 comunes.

### Municipalitats
- Ploieşti - població: 253,068
- Câmpina

### Ciutats
- Azuga
- Băicoi
- Boldești-Scăeni
- Breaza
- Bușteni
- Comarnic
- Mizil
- Plopeni
- Sinaia
- Slănic
- Urlați
- Vălenii de Munte

### Comunes
| - Adunaţi - Albeşti-Paleologu - Aluniş - Apostolache - Ariceştii Rahtivani - Ariceştii Zeletin - Baba Ana - Balta Doamnei - Bălţeşti - Băneşti - Bărcăneşti - Bătrâni - Berceni - Bertea | - Blejoi - Boldeşti-Grădiştea - Brazi - Brebu - Bucov - Călugăreni - Cărbuneşti - Ceptura - Ceraşu - Chiojdeanca - Ciorani - Cocorăştii Mislii - Cocorăştii Colţ - Colceag | - Cornu - Cosminele - Drăgăneşti - Drajna - Dumbrava - Dumbrăveşti - Filipeştii de Pădure - Filipeştii de Târg - Fântânele - Floreşti - Fulga - Gherghiţa - Gorgota - Gornet | - Gornet-Cricov - Gura Vadului - Gura Vitioarei - Iordăcheanu - Izvoarele - Jugureni - Lapoş - Lipăneşti - Măgurele - Măgureni - Măneciu - Măneşti - Olari - Păcureţi | - Păuleşti - Plopu - Podenii Noi - Poiana Câmpina - Poienarii Burchii - Poseşti - Predeal-Sărari - Proviţa de Jos - Proviţa de Sus - Puchenii Mari - Râfov - Salcia - Sălciile - Scorţeni | - Secăria - Sângeru - Şirna - Şoimari - Şotrile - Starchiojd - Ştefeşti - Surani - Talea - Tătaru - Teişani - Telega - Tinosu - Târgşoru Vechi | - Tomşani - Vadu Săpat - Valea Călugărească - Valea Doftanei - Vărbilău - Vâlcăneşti |